# Age Veeroos

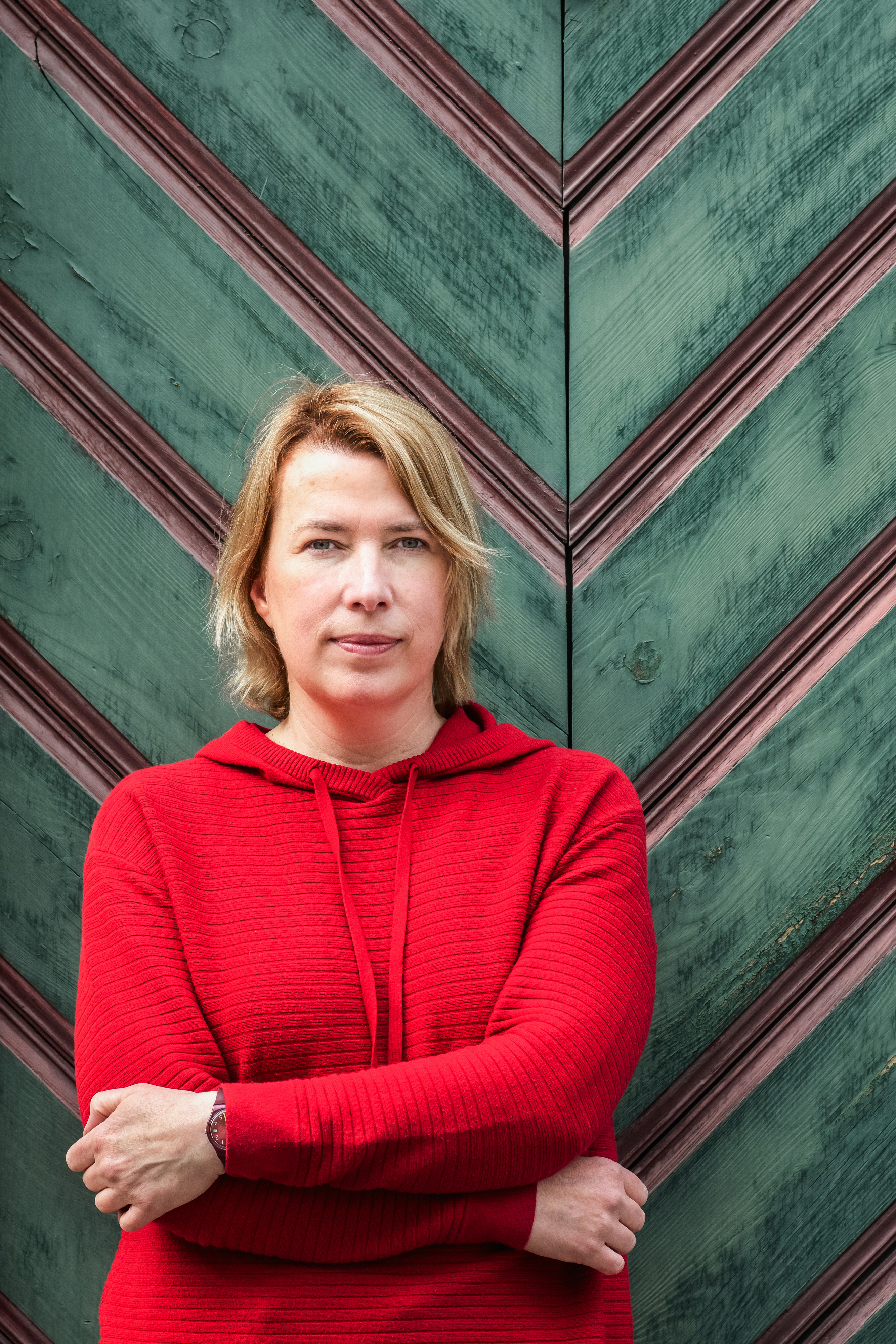
Age Veeroos, 2023

Age Veeroos, auch Age Hirv (* 11. Mai 1973 in Võru) ist eine estnische Komponistin.

## Leben
Age Veeroos schloss 1993 ihr Germanistik-Studium an der Universität Tartu ab. Bis 2006 studierte sie an der Estnischen Musik- und Theaterakademie (EMTA) in Tallinn Komposition bei Helena Tulve und Eino Tamberg. 2005/2006 studierte sie an der Hochschule für Musik Karlsruhe bei Wolfgang Rihm. Seit 2006 ist sie Lektorin an der Estnischen Musik- und Theaterakademie.
2002 schrieb Age Hirv-Veeroos als Auftragsarbeit der Universität Tübingen zu deren 525. Jubiläum das Werk Psalmodia. 2008 hatte ihre Kurzoper Tuleloitsija Premiere. Sie schrieb selbst das Libretto nach einer Novelle von August Gailit. Seit 2003 ist Veeroos Mitglied des Estnischen Komponistenverbands (estnisch Eesti Heliloojate Liit).
Age Veeroos war von 1998 bis 2009 mit dem Dichter Indrek Hirv verheiratet. Sie haben einen gemeinsamen Sohn.